# Järfälla (Gemeinde)
Koordinaten: 59° 26′ N, 17° 50′ O

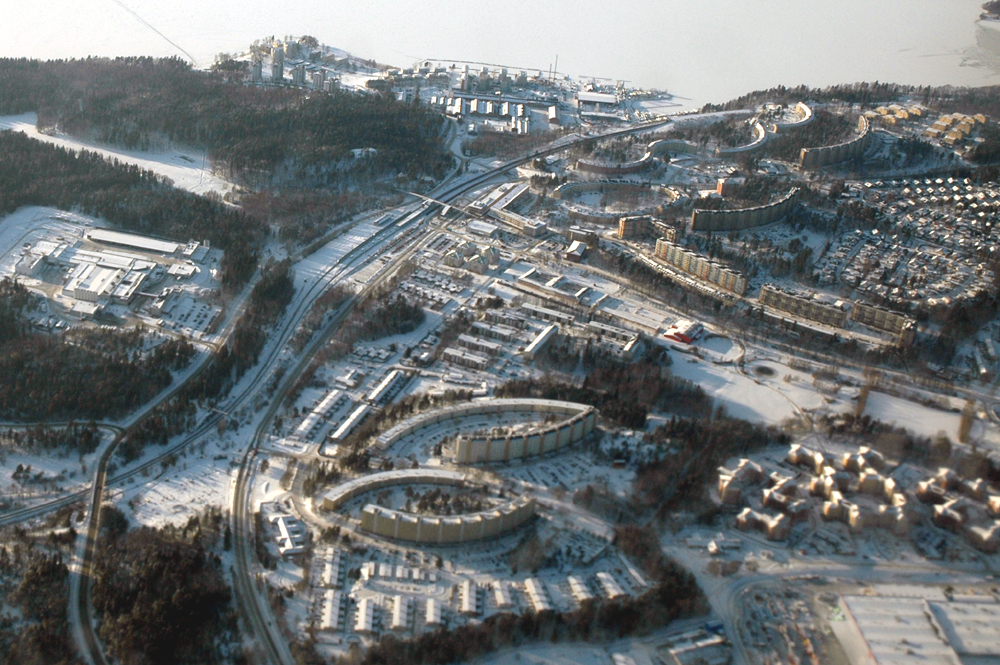
Kallhäll aus der Luft

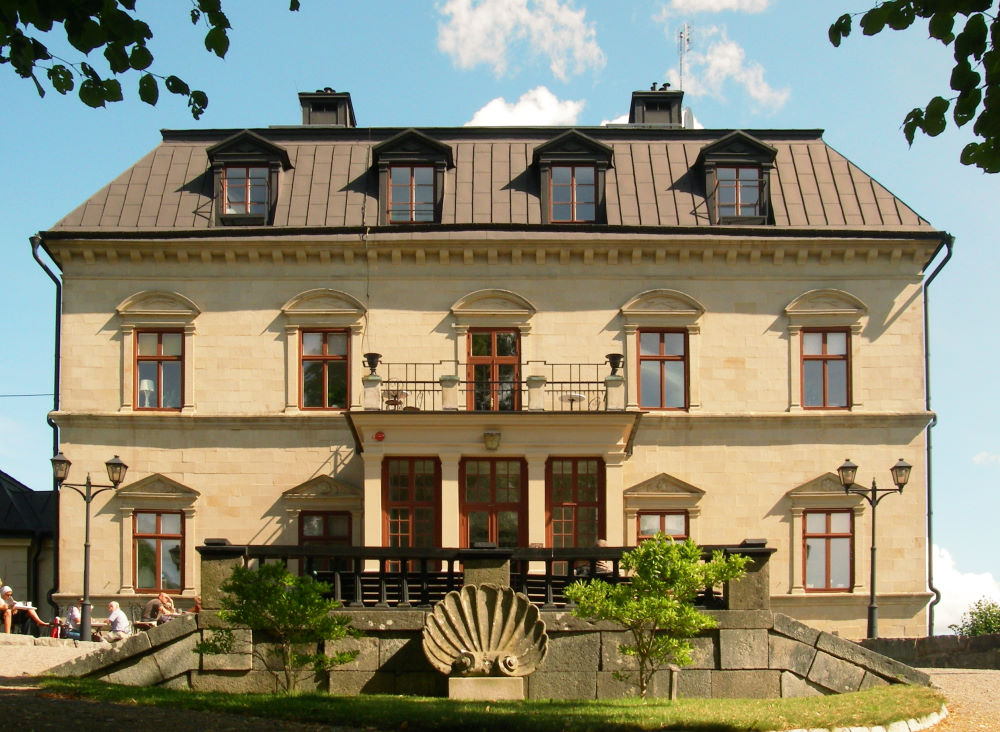
Schloss Görvälns war 2003 Drehort zum Filmdrama Evil

Järfälla ist eine Gemeinde (schwedisch kommun) in der schwedischen Provinz Stockholms län und der historischen Provinz Uppland. Der Hauptort der Gemeinde ist Jakobsberg.

## Geographie
Die Gemeinde liegt am See Mälaren etwa 20 km nordwestlich des Stockholmer Stadtzentrums. Das Gebiet hat Vorortcharakter und ist mit Stockholm durch eine Linie des Vorortzuges verbunden, der für die Strecke etwa 20 Minuten braucht.

## Geschichte
Die Besiedlung des Gebietes begann in der Steinzeit. Auch heute noch sind viele archäologisch interessante Ruinen aus dieser Epoche zu finden. Aus der Wikingerzeit stammt die Runenplatte von Säby.
Die heutige Kirche wurde nach der Christianisierung der Bevölkerung im 11. Jahrhundert um das Jahr 1200 errichtet. Im Mittelalter stieg die Bedeutung des Gebietes, da einige wichtige Straßen durch die Gemeinde führten. Zwischen 1675 und 1905 lag das Zentrum einer größeren Verwaltungseinheit (Harde) im Gebiet der heutigen Gemeinde.
Das Wappen, dessen Ursprünge bis ins Jahr 1568 zurückverfolgt werden können, zeigt ein Lamm, welches das goldene Doppelkreuz des Erzbischofs trägt. Es sollte vermutlich symbolisieren, dass Järfälla an der Strecke zwischen der Hauptstadt Stockholm und dem Sitz des Erzbischofs in Uppsala liegt.
Das größte Bevölkerungswachstum fand zwischen 1930 und 1940 statt, als sich viele Mittelklassefamilien beim Hauptort Jakobsberg ansiedelten.

## Orte
Alle Siedlungen auf dem Gemeindegebiet sind im Laufe der Jahre zusammengewachsen. Sie bilden ein urbanes Gebiet, das verwaltungstechnisch zur Ortschaft (tätort) Stockholm gerechnet wird. Einzige Ausnahme ist der kleine dorfähnliche Ort (småort) Lund. Größere Ortsteile sind:
- Barkarby
- Jakobsberg
- Kallhäll

## Söhne und Töchter der Gemeinde
- Herbert Tingsten (1896–1973), Politikwissenschaftler, Schriftsteller und Journalist
- Niklas Zennström (* 1966), Softwareentwickler
- Johan Mjällby (* 1971), Fußballspieler
- Joel Bergvall (* 1973), Filmproduzent, Drehbuchautor, Filmeditor, Kameramann und Filmregisseur
- Staffan Kronwall (1982), Eishockeyspieler
- Emil Blomberg (* 1992), Hindernisläufer
- Lisa Ajax (* 1998), Sängerin